# 16088 Jessgoldstein
16088 Jessgoldstein è un asteroide della fascia principale. Scoperto nel 1999, presenta un'orbita caratterizzata da un semiasse maggiore pari a 2,4623011 au e da un'eccentricità di 0,0366975, inclinata di 3,99164° rispetto all'eclittica.